# Karl I av Bourbon
Karl I av Bourbon, född 1401, död 1456, var regerande hertig av Bourbon och greve av Forez, och hertig av Auvergne och greve av Montpensier 1434-1456. 
Han ärvde hertigdömet Bourbon och grevedömet Forez av sin far och hertigdömet Auvergne av sin mor. 